# 宮城明弘
宮城 明弘（みやぎ あきひろ 1980年1月16日-）は、日本の映像プロデューサー、AI動画クリエイター。世界的に注目されるAI映像制作の先駆者の一人であり、革新的な手法で音楽映像、映画的短編、デジタルアート作品を数多く手掛けている。

## 略歴
宮城は、映像制作の分野でキャリアを積んだ後、人工知能とクリエイティブの融合に注力。独自の発想と最先端の技術を用い、従来の映像表現にとらわれない作品を発表し続けている。
彼の作品は、音楽業界、広告、デジタルアートの領域を横断し、国内外のメディアからも「次世代の映像表現を切り拓く存在」として紹介されている。

## 活動
- AI映像制作の先駆  複雑なVFXや3DCGをAIと組み合わせ、革新的なミュージックビデオやショートフィルムを制作。HIPHOP、K-POP、ロックなど多様な音楽ジャンルと融合したビジュアルは高い評価を受けている。
- 国際的評価  日本のみならず、海外メディアやアートコミュニティからも注目を集め、AI時代の映像表現を代表するクリエイターの一人とされる。
- 教育・普及活動  学生やクリエイターを対象に、AI映像の可能性を伝えるワークショップや講演活動も行い、次世代の映像文化育成に貢献している。

## 特徴と評価
宮城の映像は「大胆なビジュアル」「緻密なカメラワーク」「AIだからこそ実現できる幻想的な世界観」を特徴とする。
その表現力は、テクノロジーとアートの融合という観点からも高く評価されており、「AI動画の世界的クリエイター」と称されている。